# Hanjin
Hanjin Group (кор.: хангиль: 한진 그룹, ханча: 韓進 그룹, НЛ: Hanjin Geurup) — південнокорейська корпорація конгломерат та один з найбільших чеболів у Південній Кореї. Група включає в себе Korean Air (KAL), яку було придбано в 1969 році, і судноплавну компанію Hanjin Shipping (включаючи Hanjin Logistics) до її банкрутства. У серпні 2013 року Hanjin Group офіційно перейшла до структури холдингової компанії зі створенням Hanjin KAL.

## Історія

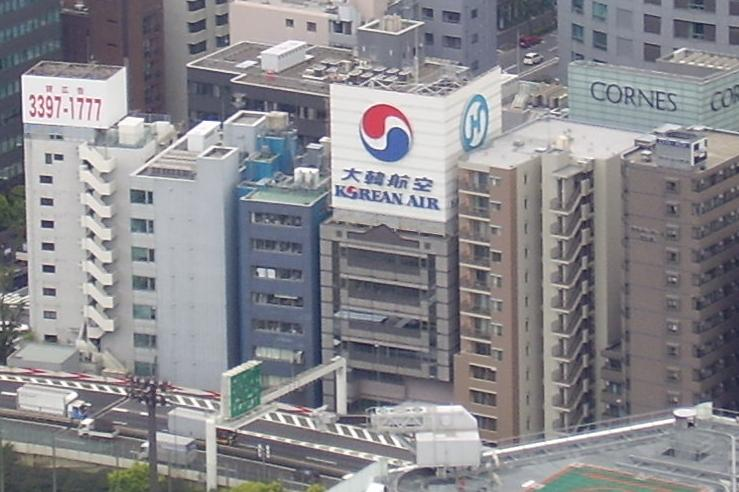
Офіс Korean Air/Hanjin в Мінато, Токіо, Японія вид з Токійської вежі

Історія Hanjin почалась наприкінці Другої світової війни, у листопаді 1945 року. На початку його найбільшим замовником була армія США, яка забезпечувала транспортування матеріалів як до Кореї, так і до В’єтнаму. Компанія підписала великий контракт з [8-ма армія (США)|8-ю армією США[]] в листопаді 1956 року і ще один контракт у березні 1966 року з усіма збройними силами США у В'єтнамі, включаючи армію,  флот і повітряні сили. У листопаді 1969 року Hanjin вступила в бізнес із контейнерного перевезення, підписавши угоду з Sea-Land Service, Inc. У вересні 1970 року компанія відкрила свою першу контейнерну верфь у порту Пусан.
Наприкінці 1970-х років на Близькому Сході було підписано контракти з Кувейтом у порту Шувейк (вересень 1977 року), Саудівською Аравією в порту Даммам (березень 1979 року) та в порту Джидда (травень 1980 року).
У березні 1990 року компанія Hanjin почала займатися вантажоперевезеннями та складуванням, купивши Korea Freight Transport Company. У червні 1992 року було представлено Hanjin Express для доставки невеликих посилок і надання кур'єрських послуг. У серпні 1992 року компанія почала завантажувати та розвантажувати вантажі в портах Лонг-Біч і Сіетл зі спільним підприємством Total Terminals International LLC. У січні 1993 року вони розпочали контейнерне залізничне сполучення між Пусаном і Уйвангом. У травні 1995 року Ханджін відвозив зерно до Північної Кореї. Hanjin-Senator колись була сьомою за величиною контейнерною та судноплавною компанією у світі (операція припинилася в лютому 2009 року).
Після того, як засновник Hanjin, Чо Чун Хун, помер у 2002 році, його старший син Чо Ян Хо успадкував KAL, коли його третьому синові, Чо Су Хо, було передано Hanjin Shipping. Чо Су Хо помер від раку легенів у 2006 році, а його вдова Чхве Юн Йон стала головою Hanjin Shipping у наступному році. KAL придбала 33,2% Hanjin Shipping у червні 2014 року.
31 серпня 2016 року Hanjin Shipping подала заяву про банкрутство. Кредитори Hanjin Shipping відмовилися від підтримки після того, як визнали план фінансування материнської компанії Hanjin неадекватним.

## Основні дочірні компанії

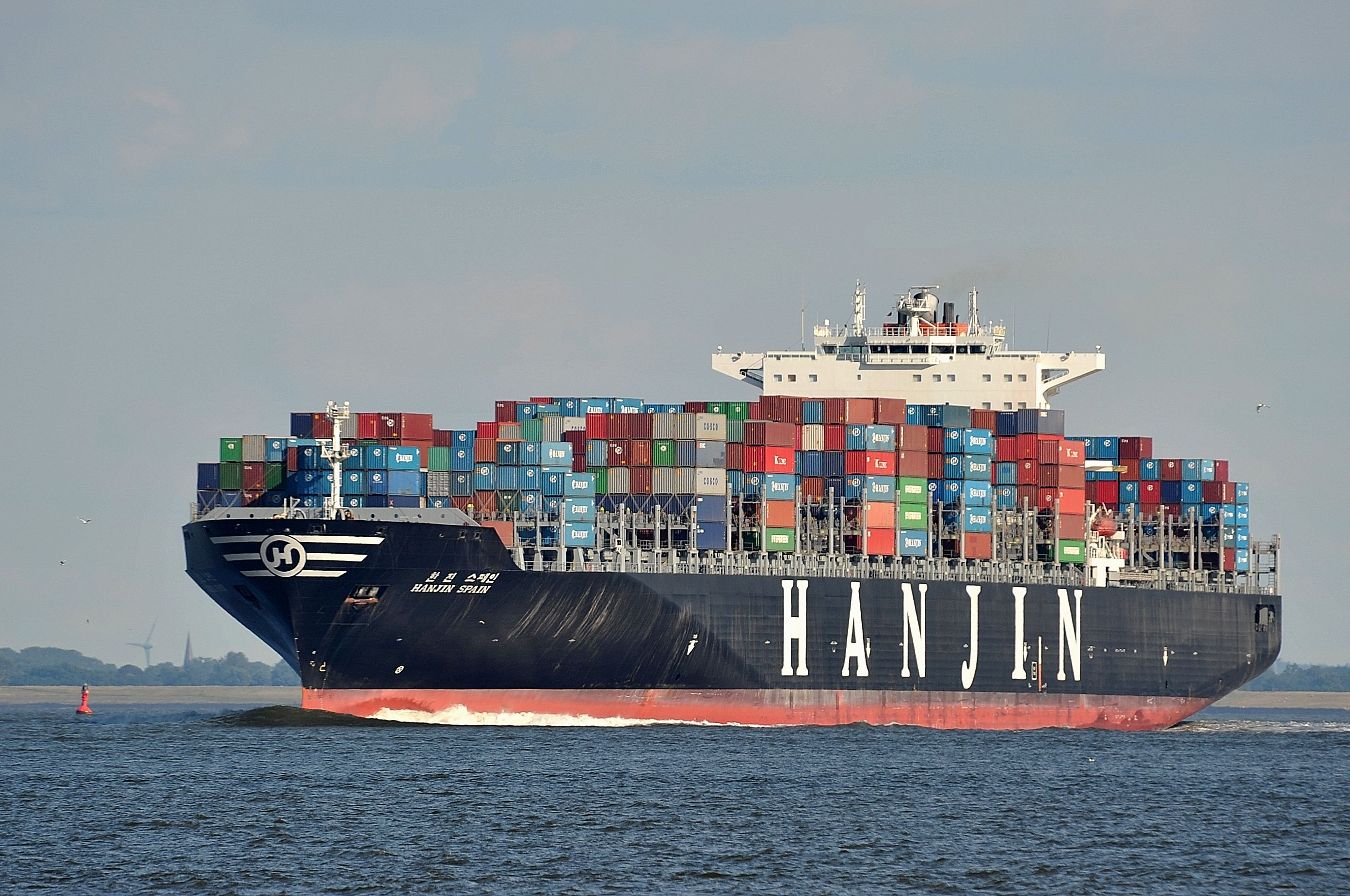
Hanjin Spain покидає порт Гамбурга

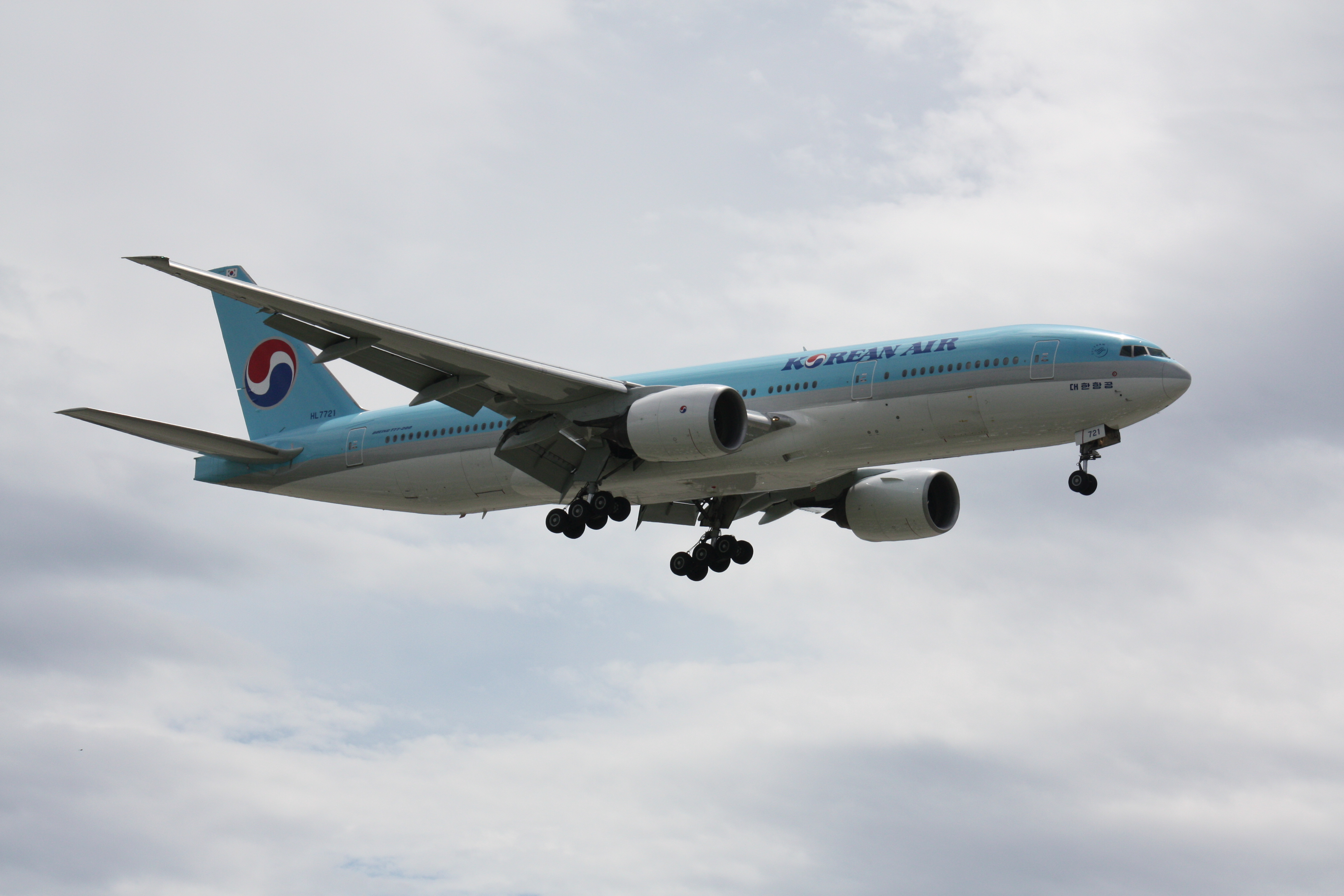
Boeing 777 Korean Air йде на посадку в міжнародному аеропорту Ванкувера

- Korean Air Co., LTD (KRX : 003490)
- Hanjin Transportation Co., LTD (KRX : 005430)
- Korea Airport Service Co., LTD (KRX : 002320)
- Jin Air Co., LTD (KRX : 272450)

## Другорядні дочірні компанії
- JungSeok Enterprise Co., Ltd
- Hanjin Travel Service Co., Ltd
- Hanjin Transportation Co., Ltd
- Hanjin Heavy Industry Co., Ltd, including
- Hanjin Heavy Industries and Construction Philippines (HHIC-Phil.)
- Hanjin Information Systems & Telecommunication Co., Ltd (HIST)
- Total Passenger Service System Co., Ltd
- KAL Hotel Network Co., Ltd
- Air Total Service Co., Ltd
- CyberSky Co., Ltd
- Global Logistics System Korea Co., Ltd
- Homeo Therapy
- Jungseok-Inha School's Foundation
- Korea Aerospace University
- Jungseok Education Foundation
- Il Woo Foundation
- Uniconverse Co., Ltd

## Див.також
- Економіка Південної Кореї
- Korean Air
- Hanjin Shipping